# Alexandros från Antiochia

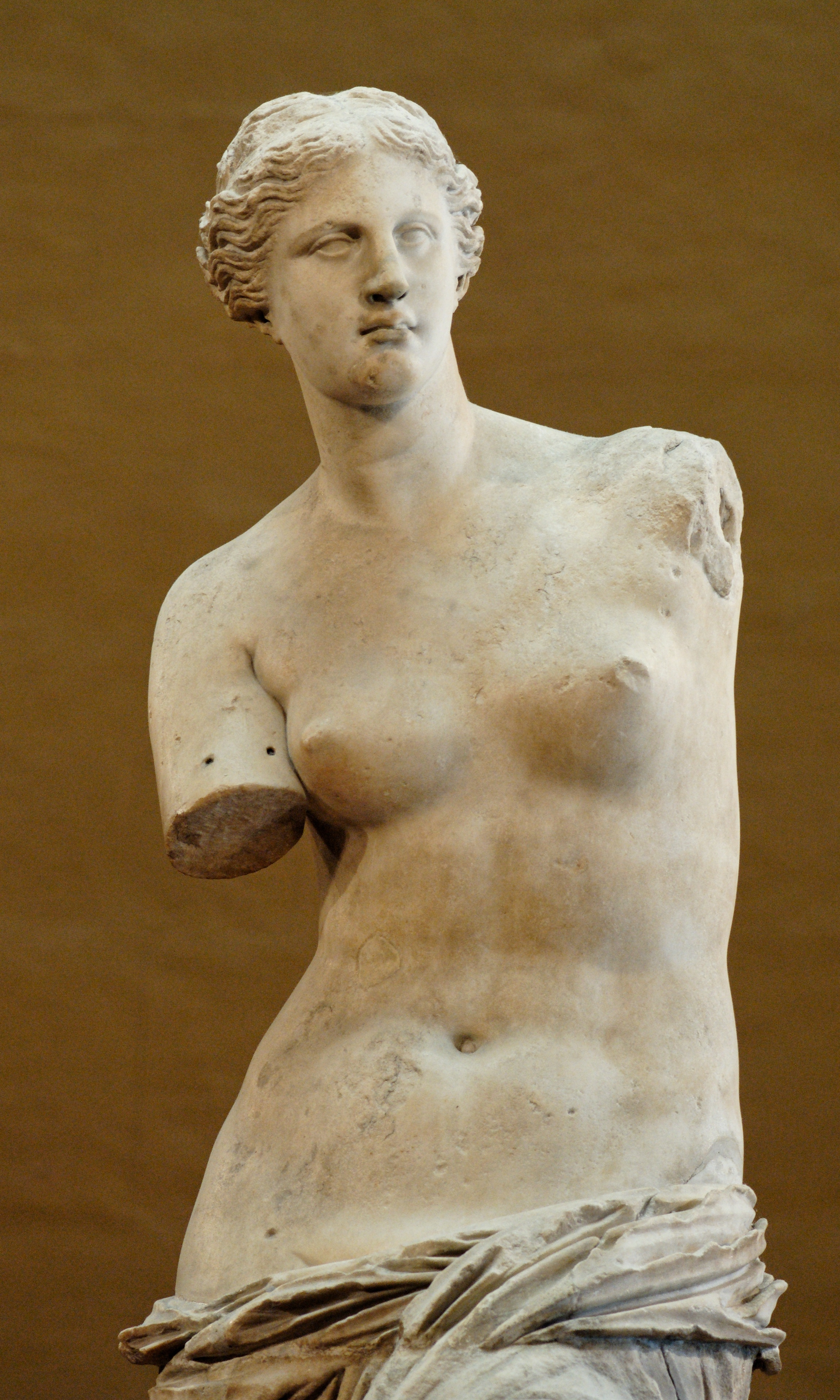
Venus från Milo i Louvren.

Alexandros från Antiochia var en konstnär från Antiochia ad Maeandrum som antas ha förfärdigat den berömda antika skulpturen Venus från Milo, enligt en inskription på skulpturens bas.
Inskriptionen från omkring 100 f. Kr. är inte längre bevarad.